# Ceroplesis mucorea
Ceroplesis mucorea là một loài bọ cánh cứng trong họ Cerambycidae.